# Hādī Kīāshar
Hādī Kīāshar (persiska: هادی کیاشر) är en ort i Iran.   Den ligger i provinsen Gilan, i den norra delen av landet, 180 km nordväst om huvudstaden Teheran. Antalet invånare är 749.
Terrängen runt Hādī Kīāshar är platt norrut, men söderut är den kuperad.  Närmaste större samhälle är Rūdsar, 9,6 km nordväst om Hādī Kīāshar. 